# Stefania Maurizi
Stefania Maurizi, née en 1969, est une journaliste d'investigation italienne.
Elle commence à collaborer avec Wikileaks en 2009, dans le cadre de son travail d'enquêtes au sein de journaux italiens dont La Repubblica. À partir de 2015, elle commence une série de demandes multi-juridictionnelles d'accès à l'information en lien aux affaires Wikileaks et Julian Assange.

## Biographie
Stefania Maurizi est née en 1969. Mathématicienne de formation, elle est journaliste d'investigation pour L'Espresso et La Repubblica durant 14 ans, puis pour il Fatto Quotidiano,.
En 2008, alors qu'elle cherche un moyen pour protéger ces sources, elle s'intéresse à Wikileaks en constatant que l'organisation obtient des informations sensibles par sa capacité à sécuriser ses communications grâce à la cryptographie. La collaboration entre Stefania Maurizi et Wikileaks débute l'année suivante quand l'organisation lui demande d'authentifier des documents relatifs à un accord présumé entre l'État italien et la mafia napolitaine dans le cadre de la crise des déchets en Campanie,.

## Enquêtes
En 2011, Stefania Maurizi dévoile dans Dossier Wikileaks.Segreti italiani l'influence des États-Unis sur Silvio Berlusconi afin qu'il appuie l’aide logistique à la guerre en Irak et la pression qu'exerce la diplomatie américaine sur le Vatican dans le but de trouver une caution morale aux organismes génétiquement modifiés et pouvoir ainsi les exporter en Europe.
À la suite des révélations d'Edward Snowden, elle collabore avec Glenn Greenwald sur les divulgations concernant l'Italie.

### Demandes d'accès à l'information
Estimant que « la documentation manquante pourrait être la clé de la libération de Julian Assange », Stefania Maurizi entreprend à partir de 2015 une série de demandes d'accès à l'information auprès des pays impliqués dans l'affaire (États-Unis, Royaume-Uni, Australie et Suède),.
Ses demandes, notamment auprès des autorités suédoises, mettent en lumière la pression des procureurs du Crown Prosecution Service sur leurs homologues suédois autant pour les dissuader d'abandonner l'enquête (pour délit sexuel) sur Julian Assange que de venir l'interroger à Londres ; ce qui a selon elle contribué à enliser la situation du fondateur de Wikileaks. Stefania Maurizi découvre également que des courriels importants au sujet de l'affaire et échangés entre les procureurs de la Couronne et la justice suédoise ont été supprimés à l'occasion du départ à la retraire d'un procureur britannique en 2014,.
Grâce à la loi britannique sur l'accès à l'information (FOIA), elle tente de savoir si le Crown Prosecution Service a échangé des courriels avec des procureurs américains au sujet de Julien Assange et de son éventuelle extradition.
Stefania Maurizi tente également de découvrir si, ou dans quelle mesure, le Metropolitan Police Service a coopéré entre 2013 et 2017 avec le Département de la Justice des États-Unis qui enquête alors sur les journalistes Sarah Harrison, Joseph Farrell et Kristinn Hrafnsson travaillant au Royaume-Uni. Après des démarches juridiques de plusieurs années, le Metropolitan Police Service admet avoir échangé une correspondance avec la justice américaine au sujet des trois collaborateurs de Wikileaks mais refuse d'en transmettre le contenu. Stefania Maurizi initie une nouvelle procédure afin de contester cette décision,.

## Distinctions
Stefania Maurizi est lauréate de plusieurs prix dont l'European Award Investigative and Judicial Journalism (Prix européen du journalisme d'investigation et judiciaire) et le Colomba D'Oro di Archivio Disarmo (Colombe d'or des Archives du désarmement).

## Publications
- (it) Stefania Maurizi, Una bomba, dieci storie : gli scienziati e l'atomica, Milan, Mondadori, 2004, 244 p. (ISBN 8842490369, LCCN 2004459303)
- (it) Stefania Maurizi, Dossier Wikileaks. Segreti italiani, Milan, Rizzoli, 2011, 334 p. (ISBN 978-88-17-05230-6)
- Stefania Maurizi (trad. de l'italien, préf. Serge Halimi), L'affaire Wikileaks : Médias indépendant, censure et crime d'Etat [« Il potere segreto. Perché vogliono distruggere Julian Assange e WikiLeaks »], Agone, coll. « Contre-feux », 2024, 460 p., 14 × 21 cm (ISBN 978-2-7489-0543-4)